# U-20サッカー大韓民国女子代表
U-20サッカー大韓民国女子代表は、大韓サッカー協会によって編成される大韓民国のサッカーの20歳以下の女子ナショナルチームである。
20歳以下の選手を対象とするFIFA U-20女子ワールドカップに出場するためのチームである。そのため、FIFA U-20女子ワールドカップ前年のAFC U-19女子選手権にはU-19サッカー大韓民国女子代表、そのさらに前年にはU-18サッカー大韓民国女子代表と呼称が変わる。

## FIFA U-20 女子ワールドカップ
- 2002 - 予選敗退
- 2004 - グループリーグ敗退
- 2006 - 予選敗退
- 2008 - 予選敗退
- 2010 - 3位
- 2012 - ベスト8
- 2014 - ベスト8
- 2016 - グループリーグ敗退
- 2018 - 予選敗退

## AFC U-19 女子選手権
- 2002 - グループリーグ敗退
- 2004 - 優勝
- 2006 - グループリーグ敗退
- 2007 - 4位
- 2009 - 準優勝
- 2011 - 4位
- 2013 - 優勝
- 2015 - 3位
- 2017 - グループリーグ敗退